# Graveworm
Graveworm (с англ. — «могильный червь») — итальянская дарк-метал-группа, образованная в 1993 году. Название группы было придумано ещё в период исполнения группой дэт-метала в духе Deicide, когда ударник увидел название Graveworm в качестве наименования музыкальной композиции на одном из компакт-дисков группы Benediction.

## История
Музыкальный коллектив Graveworm был образован в 1993 году в Тироле. Первоначально группа исполняла кавер-версии других дэт-метал-групп. В 1993 году в группу пришли вокалист Стефан Фиори и клавишница Сабина Мэйр. С приходом Сабины участники попытались играть нечто более мелодичное, что вылилось в исполнение репертуара немецкой группы Crematory. С приходом ещё одного гитариста группа начала исполнять собственные композиции. В августе 1997 года Graveworm выступили на одном из фестивалей в Италии вместе с Darkseed, которым очень понравилась музыка итальянской группы и те захотели послать демо на Serenades Records. Однако демозаписей у Graveworm не было. Поэтому Darkseed отвезли главе лейбла запись концерта. Через некоторое время босс Serenades лично пришёл посмотреть одно из концертных выступлений Graveworm, после которого участникам группы было предложено заключить контракт с лейблом.

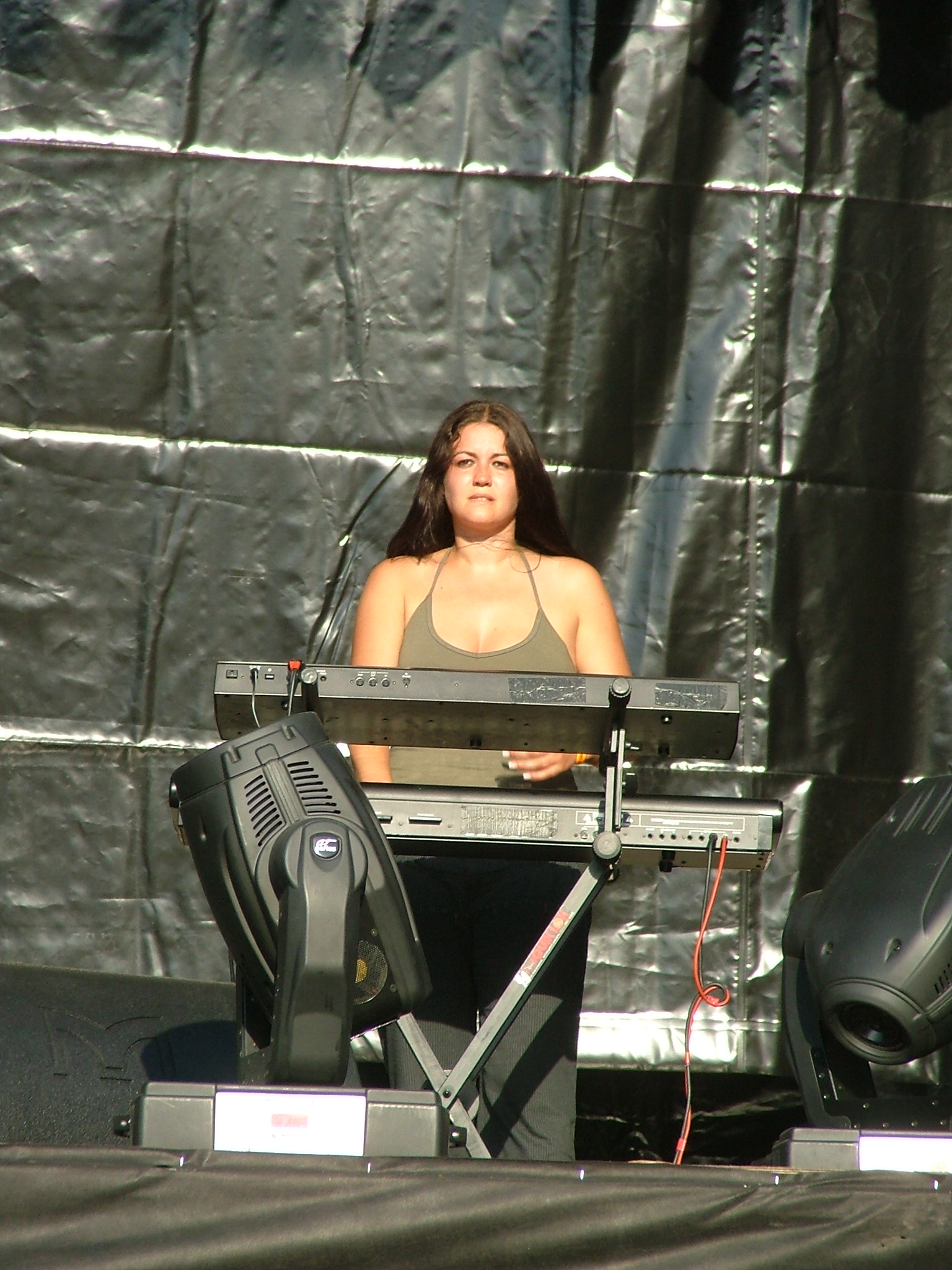
Сабина Мэйр за клавишами на концерте 19 июля 2007 года

Таким образом в 1997 году на студии Soundbunker, что в Людвигсхафене, был записан дебютный полноформатный альбом When Daylight′s Gone. В январе 1998 года на студии Newport был записан EP Underneath the Crescent Moon. EP включал несколько новых песен, в том числе с участием Сары Джезебел Девы, а также кавер-версии группы Helloween. После этого лейбл выпустил видео Awaiting the Shining, которое включало в себя выступление группы на организованном самим лейблом фестивале, прошедшим 8 мая 1998 года. Помимо концертного выступления видео включало видеоклип и интервью.
13 августа 1999 года группу покинул гитарист Harald, а Стефан Фиори проходит альтернативную гражданскую службу в качестве сотрудника дома для престарелых. Но тем не менее группе удаётся выступить на фестивале Wacken Open Air. Также появляется и новый гитарист — Эрик Треффел, с ним записывается следующий альбом As the Angels Reach the Beauty. Альбом выходит 26 сентября, после чего участники отправляются в тур с концертами в поддержку альбома в компании с Mystic Circle, Suidakra и Stormlord. Весной 2000 года также проходит тур вместе с Agathodaimon и Siebenburgen. Альбом получил множество лестных отзывов со всего мира, а попутно концертам в его поддержку писались композиции для очередного альбома Scourge of Malice. В начале 2001 года был организован очередной тур, где Graveworm выступили уже в качестве хедлайнеров в компании с Vintersorg, Suidakra, Dornenreich и Darkwell.

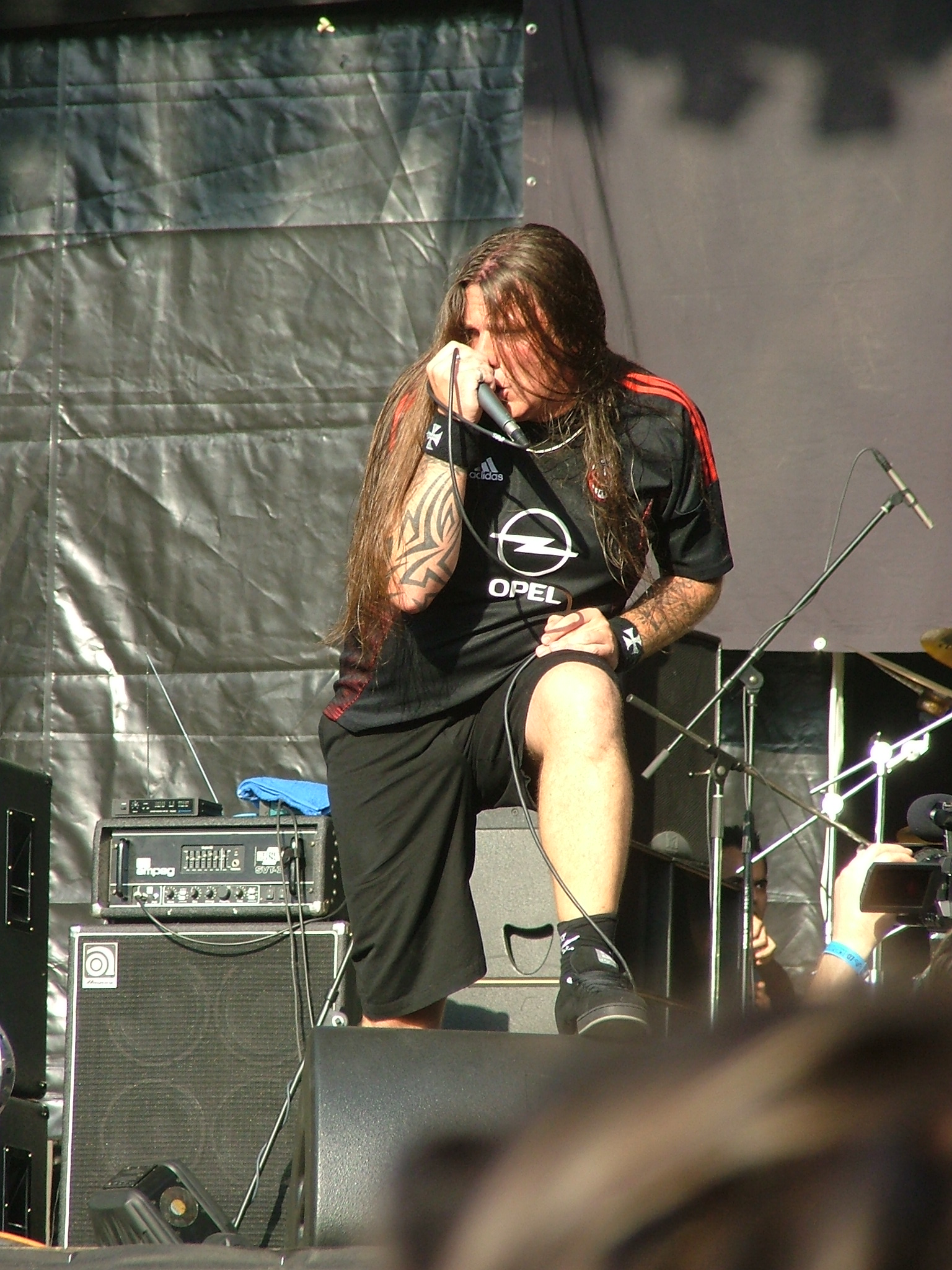
Стефан Фиори на концерте 19 июля 2007 года

Новый альбом Scourge of Malice вышел 31 июля 2001 года и заслужил высокие оценки специализированной прессы со всего мира: Rock Hard — 8 из 10, Legacy — 13 из 15, Metal Heart — 8,5 из 10. Инструментал «Threnody» гитарист Eric Treffel посвятил своему другу, погибшему в автокатастрофе. В марте этого же года участники записывают кавер-версию для трибьюта группе Type O Negative.

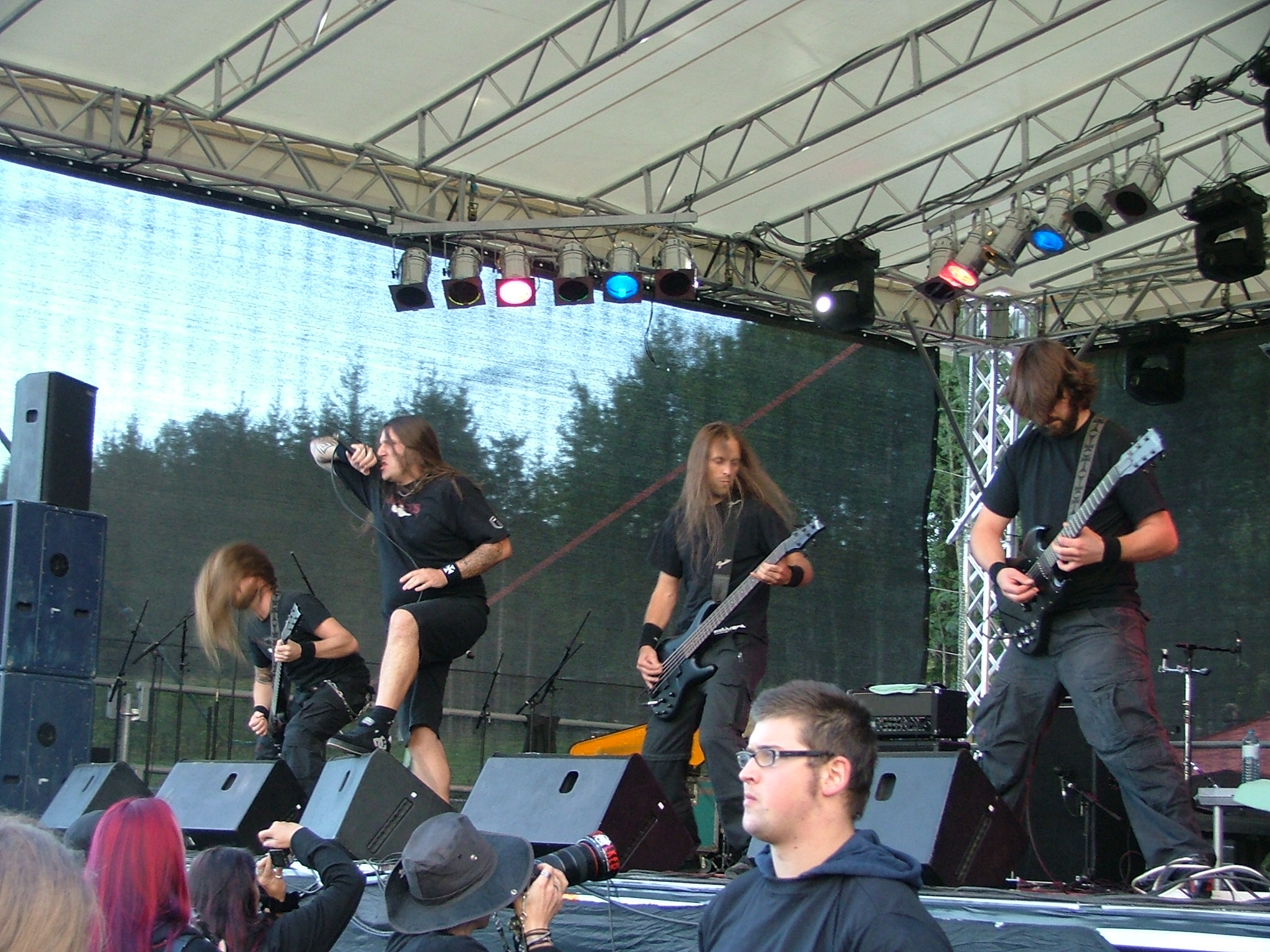
Концертное выступление 1 сентября 2007 года

Летом 2002 года происходят два важных события — группа подписывает контракт с Nuclear blast и выступает на итальянском фестивале _Badia Rocks_. Затем они сосредотачиваются на создании и репетициях нового материала. В начале 2003 года все было готово для того, чтобы приступить к записям. Они состоялись в Stage One Studio (расположена в Германии, в небольшой деревеньке Buhne) с 14.03 по 06.04. Продюсер — легендарный Andy Classen (Holy Moses, Die Apokalyptischen Reiter, Richthofen, Rykers). Так и был рождён альбом 'Engraved In Black' — четвёртый полнометражный диск группы. Он увидел свет 23 июня 2003 года. На диске вы услышите великолепный кавер «Losing My Religion» группы R.E.M. На лето 2003 года подтверждено участие группы в следующих фестивалях — Summer Breeze Festival в Германии и MetalFest в Австрии. Также группа записала ещё один кавер — «It’s A Sin» группы Pet Shop Boys!
Группа Graveworm упоминается в фантастическом романе российского писателя Антона Вильгоцкого «Пастырь мертвецов» (Москва, «Эксмо», 2018).

## Состав

### Текущий состав
- Stefan Unterpertinger — гитара (1992 — 2003, c 2012)
- Stefan Fiori — вокал (с 1992)
- Martin Innerbichler — ударные (с 1995)
- Eric Righi — гитара (с 1999)
- Harry Klenk — бас-гитара

### Бывшие участники
- Sabine Mair — клавишные (1992 — 2012)
- Orgler Thomas (Stirz) — гитара
- Didi Schraffl — бас-гитара (1992 — 2003)
- Eric Treffel — гитара (1999 — 2003)
- Moritz Neuner — ударные
- Lukas Flarer — гитара

## Дискография
Полноформатные альбомы
- When Daylight's Gone (1997)
- As the Angels Reach the Beauty (1999)
- Scourge of Malice (2001)
- Engraved in Black (2003)
- (N)Utopia (2005)
- Collateral Defect (2007)
- Diabolical Figures (2009)
- Fragments of Death (2011)
- Ascending Hate (2015)
- Killing Innocence (2023)

Мини-альбомы
- Underneath the Crescent Moon (1998)

Демо
- Demo '97 (1997)

### Видео
Видеоальбомы
- Awaiting the Shinning (1998) [VHS]

Видеоклипы
- «Demonic Dreams» (2003)
- «I - The Machine» (2005)
- «Dreaming Into Reality» (2005)
- «See No Future» (2011)